# Uromys emmae
Uromys emmae  (Groves & Flannery, 1994) è un roditore della famiglia dei Muridi, endemico dell'Isola di Owi, lungo le coste nord-occidentali della Nuova Guinea.

## Descrizione

### Dimensioni
Roditore di medie dimensioni, con lunghezza della testa e del corpo di 232 mm, la lunghezza della coda di 258 mm, la lunghezza del piede di 50,5 mm e la lunghezza delle orecchie di 20,5 mm.

### Aspetto
La pelliccia è corta e ruvida. Le parti superiori gialle paglierine con la base dei peli grigia e sono cosparse di lunghi peli con la punta brunastra, mentre le parti ventrali sono biancastre. Gli occhi sono circondati da due anelli più scuri. Le vibrisse sono nere. Il dorso delle zampe è bianco. I piedi sono corti e larghi. La coda è più lunga della testa e del corpo, il terzo terminale è chiazzato di bianco, mentre l'estremità è marrone.

## Distribuzione e habitat
Questa specie è conosciuta soltanto da un individuo femmina catturato nel 1945 sull'isola di Owi, nella Baia di Cenderawasih, Nuova Guinea nord-occidentale.
Vive probabilmente nelle foreste tropicali umide.

## Conservazione
La IUCN Red List, considerato l'areale ridotto ad una piccola isola e il continuo degrado del proprio habitat, classifica M.emmae come specie in grave pericolo (CR). Sei recenti tentativi di localizzare questa specie sono falliti. È da considerarsi probabilmente estinta.